# أشلي كاريو
أشلي كاريو (بالإنجليزية: Ashley Carew)‏ هو لاعب كرة قدم بريطاني، ولد في 17 ديسمبر 1985 في لامبث ‏ في المملكة المتحدة. لعب مع إبسفليت يونايتد ودولويتش هاملت وكامبريدج يونايتد ونادي بارنت ونادي غيلينغهام.

## وصلات خارجية
- أشلي كاريو على موقع قاعدة بيانات كرة القدم.إي يو (الإنجليزية)
- أشلي كاريو على موقع Soccerbase.com (لاعب) (الإنجليزية)